# Guardia d'onore

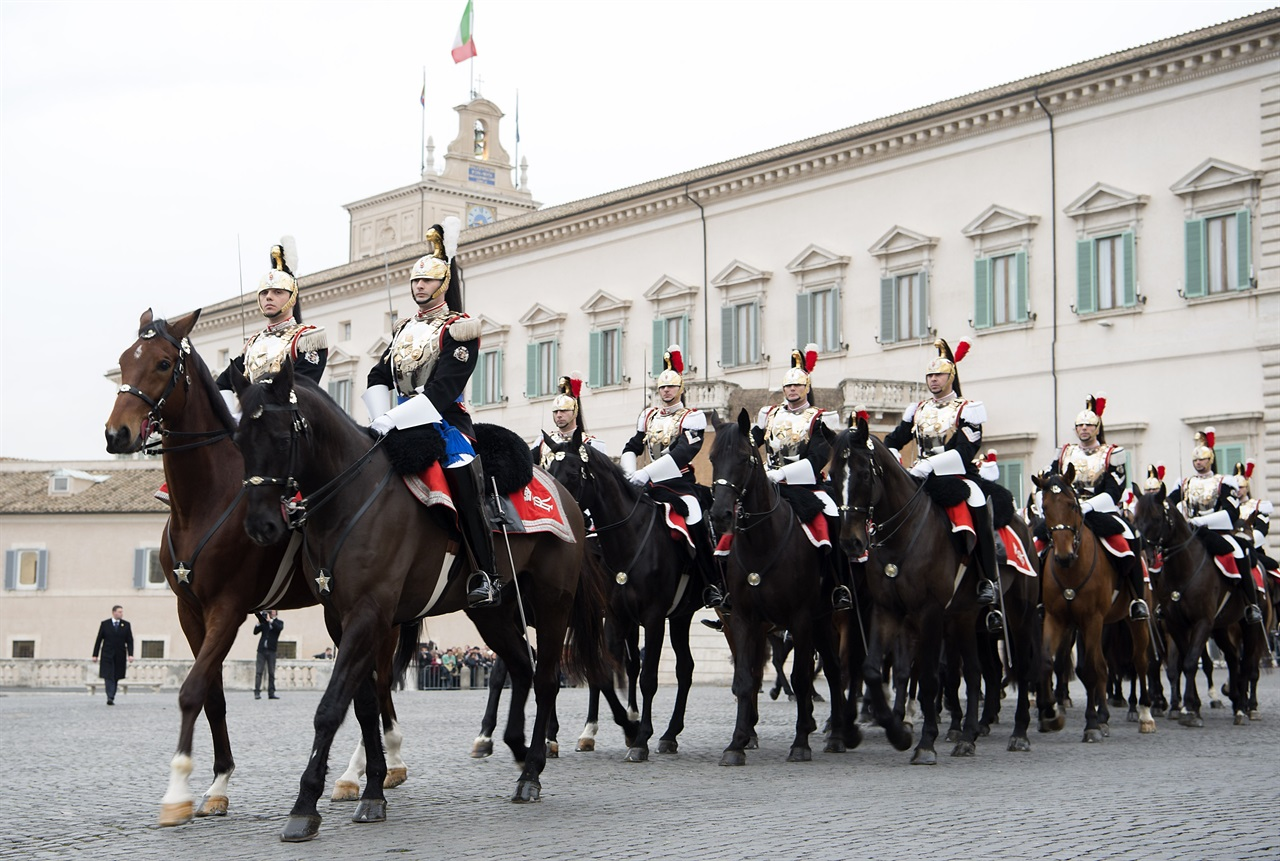
Corazzieri a cavallo in uniforme di gran gala.

La guardia d'onore (anche picchetto d'onore) è un servizio svolto presso luoghi simbolici (per la presenza di istituzioni o per valore storico o altre ragioni) destinato a mostrare che quei simboli sono degni d'onore, ossia di una particolare reverenza. Come indica il nome, normalmente, il servizio consiste nel montare la guardia.
Analogamente, è chiamato "guardia d'onore" la persona o il gruppo che esercita tale servizio. Spesso si tratta di un reparto militare statale destinato ad attività e compiti di rappresentanza, nonché talvolta di difesa delle massime istituzioni di uno Stato.

## Caratteristiche generali
I reparti militari hanno di norma compiti di rappresentanza ma in molti paesi sono comunque unità della consistenza di reggimenti quando non di divisioni. Generalmente, per entrare a far parte di tali corpi militari sono richiesti particolari requisiti.
Volendo citare alcune esempi della loro attività, essi presenziano davanti ad un monumento o palazzo di rappresentanza. Altro compito della guardia d'onore è quello di presenziare all'arrivo di alte cariche civili o militari dello stesso paese o di un paese straniero, per esempio negli aeroporti o all'arrivo in un luogo d'incontro predeterminato, come pure di fare da scorta al capo dello Stato e alla sua residenza ufficiale.

## Nel mondo

### Argentina
Per l'Argentina esiste il Regimiento de Granaderos a Caballo, il cui primo comandante fu José de San Martín.

### Repubblica Ceca
Per la Repubblica Ceca il compito è svolto dalla Guardia del castello, che sorveglia il Palazzo Presidenziale sulla collina di Hradčany a Praga.

### Francia
La Garde républicaine fa parte della Géndarmerie Nationale, è composta da due reggimenti di fanteria e un reggimento di cavalleria ed è acquartierata nell'Île-de-France.
Anche in Francia operano le guardie d'onore del Pantheon italiane, presso l'abbazia di Altacomba e la tomba della regina Elena a Montpellier.

### Germania
I compiti di rappresentanza vengono assolti dal Wachbataillon.

### Grecia
Gli euzoni sono preposti alla guardia del palazzo presidenziale ed alla tomba del Milite Ignoto in piazza Syntagma; si tratta di soldati in uniforme tradizionale, impiegati anche per parate, accoglienza di capi di stato stranieri e per la cerimonia dell'alzabandiera domenicale sull'Acropoli di Atene.

### Italia

#### I corazzieri
In Italia il reparto destinato istituzionalmente a fungere da guardia d'onore al presidente della Repubblica italiana è il Reggimento Corazzieri, già "Reggimento Carabinieri Guardie della Repubblica", facente parte dell'Arma dei Carabinieri. Questi seguono il presidente durante le occasioni ufficiali, ed assicurano anche una parte della sorveglianza interna del Palazzo del Quirinale, anche se prevalentemente con compiti di rappresentanza poiché la sicurezza del Presidente della Repubblica nei suoi spostamenti e del Palazzo Quirinale, sia internamente che esternamente al palazzo, è garantito dall'Ufficio Presidenziale della Polizia di Stato. La cerimonia del cambio della guardia avviene ogni giorno alla stessa ora, e viene svolto con la banda se il presidente della Repubblica si trova al Quirinale, senza diversamente. Il reparto montante sfila nel cortile interno davanti a quello smontante che presenta le armi, vengono cambiate le sentinelle del reparto smontante con quelle del reparto montante, che a sua volta presenta le armi quando il reparto smontante sfila verso l'uscita.
Il 2 giugno il cambio della guardia è in forma solenne e viene svolto dai Corazzieri a Cavallo.

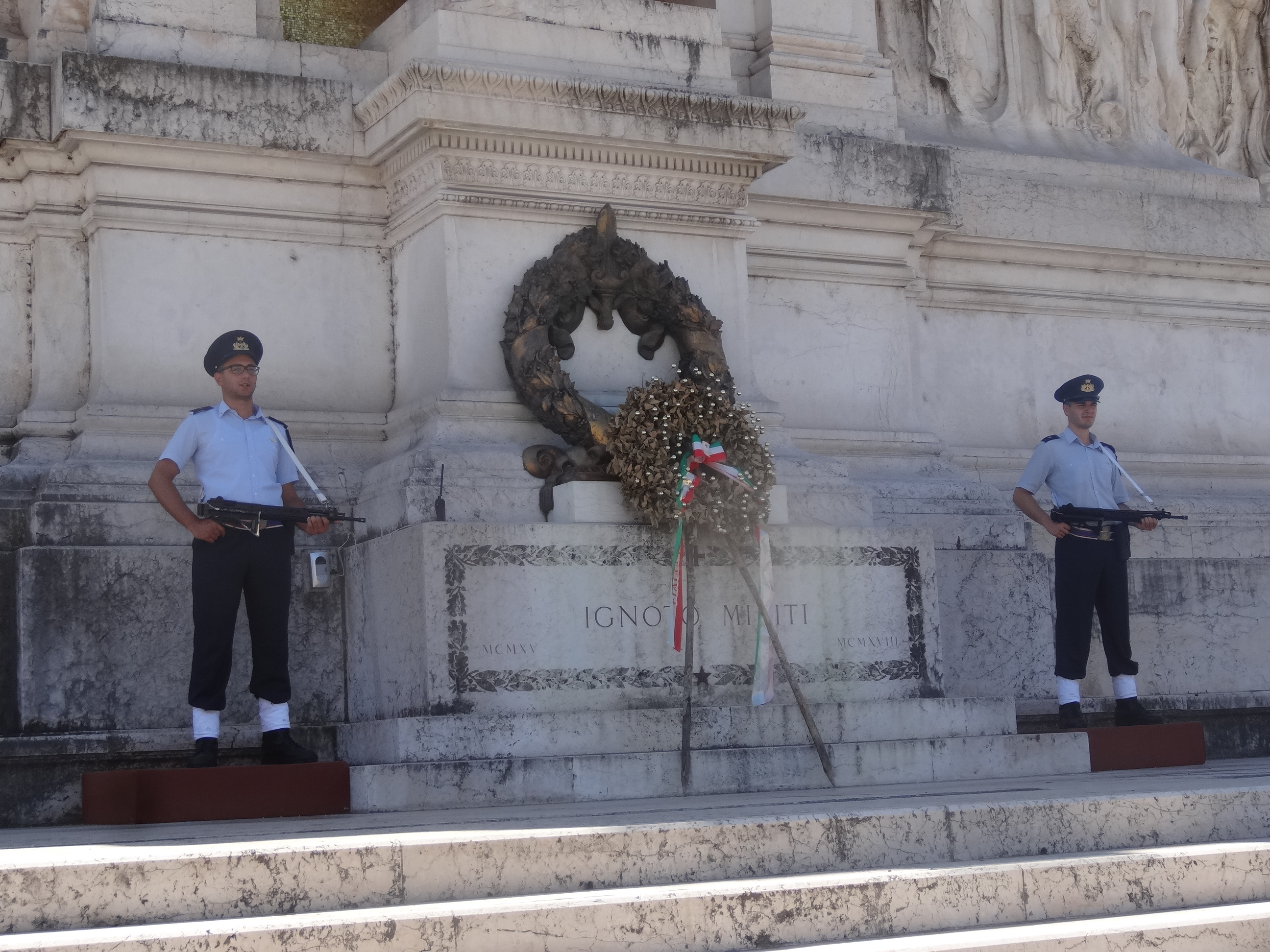
Picchetto d'onore dell'Aeronautica militare al Milite Ignoto al Vittoriano

#### Altri reparti d'onore
Oltre ai Corazzieri, ci sono altre unità d'onore, alle dipendenze delle diverse Forze Armate, incaricate specificamente di servizi di rappresentanza, tra i quali quello come guardie d'onore presso la Camera dei deputati, il Senato della Repubblica, il Vittoriano (Altare della Patria e sacello del Milite Ignoto) e al Palazzo del Quirinale:
- Guardia di Finanza
  - Compagnia d'onore Allievi Accademia
  - Compagnia d'onore Allievi Scuola Ispettori e Sovrintendenti
  - Compagnia d'onore Allievi Scuola Nautica
  - Compagnia d'onore Allievi Scuola Alpina
  - I Gruppo Roma - 3° Nucleo Operativo Metropolitano Roma
- Compagnia d'onore Polizia di Stato, con sede a Roma e Milano, alle dipendenze delle rispettive Questure e con il nome, oggi, di "Reparto di Rappresentanza". Il Reparto di Rappresentanza di Roma effettua servizio esclusivo di rappresentanza a Palazzo Chigi, sede del capo del governo.
- Compagnia d'onore Carabinieri
- Compagnia d'onore Polizia Penitenziaria
- Esercito Italiano:
  - Compagnia d'onore Allievi Accademia Militare Esercito
  - Compagnia d'onore Corpo Automobilistico
  - Compagnia d'onore Granatieri di Sardegna
  - Compagnia d'onore Lancieri di Montebello
  - Guardia d'onore Allievi Scuola Militare Nunziatella
- Marina Militare:
  - Compagnia del Servizio d'Onore della Capitale (3º Reggimento San Marco)
  - Compagnia d'onore "Assalto" del 1º Reggimento San Marco
  - Compagnia d'onore Allievi Accademia Navale
- Aeronautica Militare:Guardia del Cremlino, a Mosca

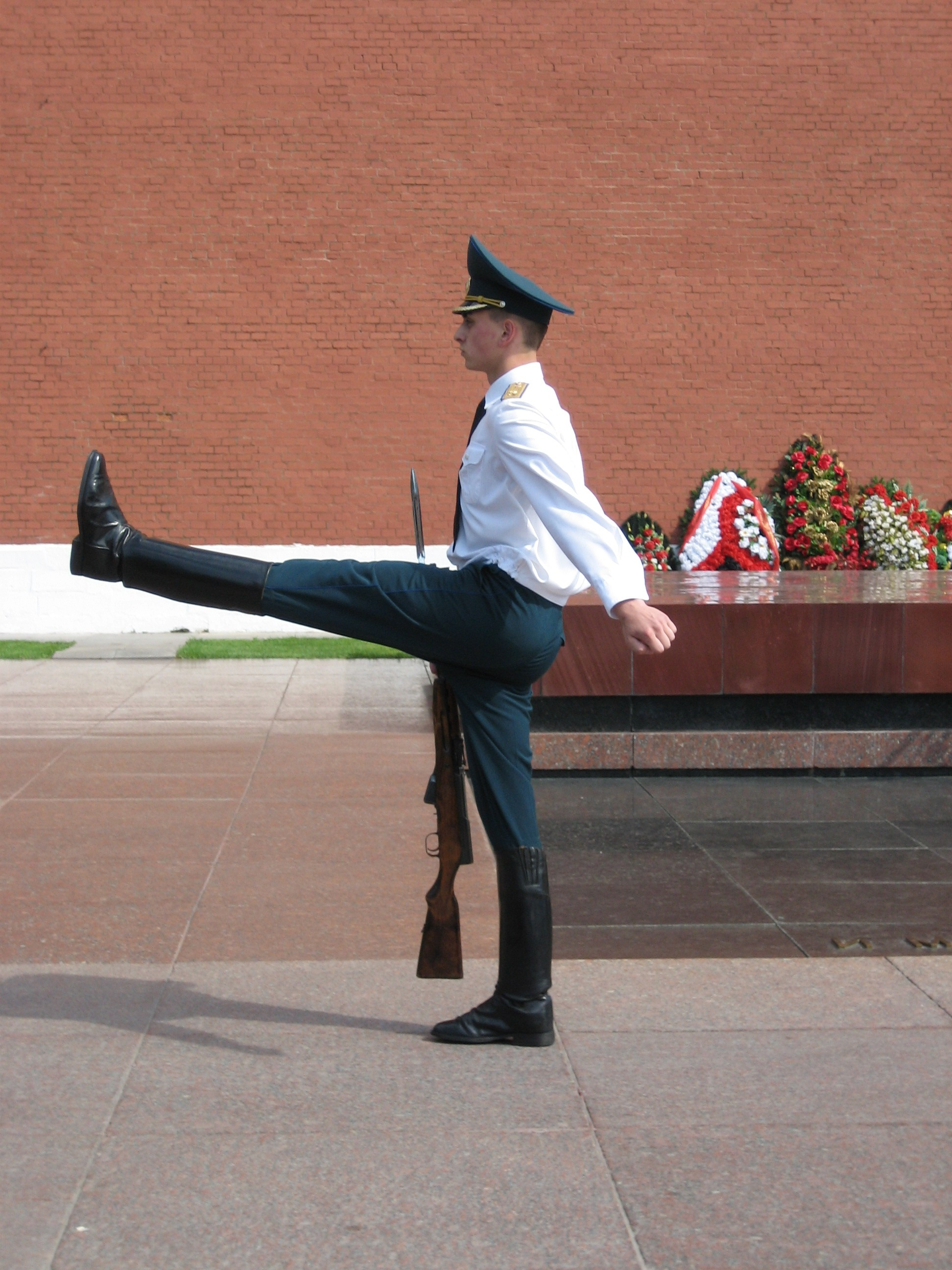
Guardia del Cremlino, a Mosca

  - Compagnia d'onore del COMAER (Comando Aeronautica Roma)
  - Compagnia d'onore Allievi Marescialli Aeronautica Militare

Un esempio di civili che svolgono un servizio di guardia d'onore sono invece le guardie d'onore del Pantheon, che prestano servizio presso le tombe dei re d'Italia e il servizio di Guardia d'onore a Maria Santissima Regina della Pace, nella chiesa del sacrario militare di Redipuglia.

La guardia d'onore russa saluta l'ammiraglio Michael Mullen, capo degli Stati Maggiori Riuniti delle forze armate statunitensi, durante la cerimonia di deposizione dei fiori sulla tomba del Milite Ignoto a Mosca, il 26 giugno 2009

### Regno Unito
Per la Gran Bretagna il compito è assolto dalla Guards Division, uno dei cui reggimenti (Grenadier Guards), ha come comandante (Colonel-in-chief) il monarca regnante.
Un esempio famoso di guardia d'onore è quella resa al catafalco del re Giorgio V dai suoi quattro figli, Edoardo, principe di Galles, Albert, duca di York, Henry, duca di Gloucester e George, duca di Kent.

### Russia
In Russia esiste la divisione meccanizzata delle Guardie di Taman, o Guardie del Cremlino.

### Stati Uniti d'America
Negli USA sono celebri lo United States Marine Corps Silent Drill Platoon dei Marines e il "3rd United States Infantry Regiment (The Old Guard)"; a questo reparto appartenevano i protagonisti del film del 1987 Giardini di pietra. Anche le altre forze armate hanno reparti cerimoniali. La Guardia Cerimoniale della Marina Militare degli Stati Uniti United States Navy Ceremonial Guard e considerata la più precisa con riguardo alle altre guardie d'onore americane. I funerali militari ad Arlington sono tributati dalle guardie d'onore di esercito, marines, marina militare, aeronautica, e guardia costiera.